# European Top 100 Albums
European Top 100 Albums — еженедельный, публикуемый американским журналом Billboard, хит-парад, который является европейским аналогом чарта альбомов Billboard 200. Чарт был создан одной и той же компанией в 2005 году.
European Top 100 ранжирует музыкальные альбомы по количеству проданных копий (в том числе — цифровых). До 5 декабря 2010 года в него не могли входить альбомы, выпущенные более 18 месяцев назад от момента выпуска хит-парада. В настоящее время в чарт могут входить и старые альбомы, попадающие в него по количеству продаж за неделю.
Хит-парад функционирует по тем же правилам, что и Billboard 200; отчёт о количестве проданных альбомов ведётся с понедельника каждой новой недели. Хит-парад выходит по четвергам; в качестве даты ставится суббота.
Первым альбомом № 1 в чарте был Thriller Майкла Джексона.
С 11 декабря 2010 года публикация данного хит-парада была приостановлена.